# Bordeaux-Saintes
Bordeaux-Saintes est une course cycliste française disputée entre Bordeaux en Gironde et Saintes en Charente-Maritime qui est réservée aux amateurs depuis 1969. 
En 2009, il s'agit de la première manche de la Coupe de France des clubs. 
En 2017, elle figure au programme de la Coupe de France DN2. 
En 2013, et 2018, elle inaugure le calendrier de la Coupe de France DN1,. Depuis 2022, elle constitue la première manche de la Coupe de France N3.
L'épreuve ne connaît pas de vainqueur en 2023 : en raison d'une chute massive à neuf kilomètres de l'arrivée, les organisateurs neutralisent la course.

## Palmarès
Avant 1970, cette course a vu la victoire d'André Darrigade en 1951, de Raymond Poulidor en 1960, de Joseph Groussard en 1965, de Domingo Perurena en 1966 ou encore de Gregorio San Miguel en 1968.
| Année     | Vainqueur                         | Deuxième                          | Troisième                         |
| --------- | --------------------------------- | --------------------------------- | --------------------------------- |
| 1909      | Ernest Milleroux                  | Paul Hostein                      | Régis de Lavlette                 |
| 1910-1932 | Pas de compétition                | Pas de compétition                | Pas de compétition                |
| 1933      | André Gaillot                     | Émile Sainte-Marie                | Jean-Baptiste Intcigaray          |
| 1934      | Ernest Terreau                    | Jean-Baptiste Intcigaray          | Georges Lachat                    |
| 1935      | Robert Béliard                    | Émile Clergeau                    | Gabriel Hargues                   |
| 1936      | Albert van Schendel               | Robert Gygi                       | Robert Béliard                    |
| 1937      | Sylvain Marcaillou                | Roger Pieteraerents               | Raymond Goubault                  |
| 1938      | André Gaboriaud                   | Raymond Goubault                  | Fernand Beaudut                   |
| 1939      | Fernand Beaudut                   | Jean Taris                        | Édouard Bouyer                    |
| 1940-1945 | Pas de compétition                | Pas de compétition                | Pas de compétition                |
| 1946      | Antoine Latorre                   | Joseph Royo                       | André Bramard                     |
| 1947      | Robert Rippe                      | Roger Durand                      | René Paillier                     |
| 1948      | Albert Dolhats                    | Gérard Villar                     | Raymond Cosse                     |
| 1949      | Jacques Bebengut                  | Albert Joulin                     | Félix Adriano                     |
| 1950      | Jean Begue                        | André Labeylie                    | Guerrino Cassol                   |
| 1951      | André Darrigade                   | Henri Aubry                       | Pierre Gaudot                     |
| 1952      | Pierre Gaudot                     | Gabriel Gaudin                    | Settimo Perin                     |
| 1953      | Settimo Perin                     | Luis Goya                         | Félix Bermúdez                    |
| 1954      | Maurice Nauleau                   | Luciano Montero                   | Georges Gay                       |
| 1955      | Jean Dacquay                      | Jacques Lemaitre                  | Georges Gay                       |
| 1956      | Gérard Gaillot                    | André Lesca                       | Luis Goya                         |
| 1957      | André Lesca                       | Jacques Bianco                    | Maurice Pelé                      |
| 1958      | Maurice Pelé                      | Alain Lesca                       | Guy Planas                        |
| 1959      | Robert Verdeun                    | Daniel Walryck                    | Albert Dolhats                    |
| 1960      | Raymond Poulidor                  | Pierre Beuffeuil                  | Robert Verdeun                    |
| 1961      | Fernand Delort                    | René Fournier                     | Raymond Batan                     |
| 1962      | Manuel Manzano                    | Camille Le Menn                   | Fernand Delort                    |
| 1963      | Fernand Delort                    | Michel Gonzales                   | René Fournier                     |
| 1964      | Pierre Le Mellec                  | José María Errandonea             | Jean Arze                         |
| 1965      | Joseph Groussard                  | Gérard Capdebosq                  | Michel Brux                       |
| 1966      | Domingo Perurena                  | Raymond Delisle                   | Maurice Laforest                  |
| 1967      | Raymond Riotte                    | Francis Campaner                  | André Zimmermann                  |
| 1968      | Gregorio San Miguel               | Jean-Marie Leblanc                | Michel Périn                      |
| 1969      | Renato Rossetto                   | Yvan Francaux                     | Jean-Louis Jagueneau              |
| 1970      | Guy Patour                        | Andrew Raven                      | Marcel Gaffajoli                  |
| 1971      | Claude Magni                      | Alain Bernard                     | Claude Chabanel                   |
| 1972      | Christian Ardouin                 | José Philippe                     | Jean Gillet                       |
| 1973      | Jacques Bossis                    | Alain Cigana                      | Jean-François Mainguenaud         |
| 1974      | Didier Dupuis                     | Didier Godet                      | Jacky Troyard                     |
| 1975      | Didier Bazzo                      | Alain De Carvalho                 | David Wells                       |
| 1976      | Alain Mercadie                    | Jackie Hurou                      | Gérard Simonnot                   |
| 1977      | Didier Lubiato                    | Jean-Marie Nibeaudeau             | Gérard Cigano                     |
| 1978      | Michel Fédrigo                    | Jean-Marie Corre                  | Jean-Jacques Szkolnyk             |
| 1979      | Marc Gomez                        | Francis Castaing                  | Michel Fédrigo                    |
| 1980      | Francis Castaing                  | Bernard Huot                      | Michel Duffour                    |
| 1981      | Marc Gomez                        | Yves Beau                         | Bernard Pineau                    |
| 1982      | Serge Polloni                     | Francis Perin                     | Bruno Roussel                     |
| 1983      | Marino Verardo                    | Serge Polloni                     | Dany Deslongchamps                |
| 1984      | Jean-Luc Gilbert                  | Daniel Feudon                     | René Bajan                        |
| 1985      | Michel Duffour                    | Charles Turlet                    | Dominique Lardin                  |
| 1986      | Jean-Pierre Cocquerelle           | Jean-Louis Auditeau               | Sylvain Le Goff                   |
| 1987      | Patrick Jérémie                   | Thierry Gault                     | Claude Aiguesparses               |
| 1988      | Michel Larpe                      | André Becaas                      | Gilles Guégan                     |
| 1989      | Gérard Simonnot                   | Christian Jany                    | Thomas Davy                       |
| 1990      | Thierry Dupuy                     | Christophe Capelle                | Laurent Desbiens                  |
| 1991      | Sylvain Bolay                     | Thierry Bricaud                   | Zbigniew Ludwiniak                |
| 1992      | Marek Świniarski                  | Xavier Vadrot                     | Thierry Ferrer                    |
| 1993      | Pascal Deramé                     | Jean-François Anti                | Christophe Allin                  |
| 1994      | Laurent Drouin                    | Christophe Faudot                 | Christian Guiberteau              |
| 1995      | Christophe Agnolutto              | Jean-Philippe Rouxel              | Jean-Philippe Duracka             |
| 1996      | Éric Drubay                       | Jean-Philippe Duracka             | Christophe Faudot                 |
| 1997      | Olivier Perraudeau                | Pierre Painaud                    | Christopher Jenner                |
| 1998      | Dominique Péré                    | Jean-Philippe Duracka             | Vincent Marchais                  |
| 1999      | Frédéric Mainguenaud              | Éric Drubay                       | Bruno Thibout                     |
| 2000      | Éric Duteil                       | Frédéric Delalande                | Jérôme Desjardins                 |
| 2001      | Bertrand Guerry                   | Christian Magimel                 | Christophe Laurent                |
| 2002      | non attribué suite à déclassement | non attribué suite à déclassement | non attribué suite à déclassement |
| 2003      | Alexandre Naulleau                | Christophe Diguet                 | Sylvain Lavergne                  |
| 2004      | Anthony Ravard                    | Ludovic Auger                     | Stéphane Barthe                   |
| 2005      | John Nilsson                      | Denis Robin                       | Jérôme Bonnace                    |
| 2006      | Cédric Barre                      | Mickaël Larpe                     | Tarmo Raudsepp                    |
| 2007      | Evgeny Sokolov                    | Damien Gaudin                     | Yoann Offredo                     |
| 2008      | Gatis Smukulis                    | David Tanner                      | Yannick Marié                     |
| 2009      | Yoann Bagot                       | Jean-Lou Paiani                   | Jérémie Dérangère                 |
| 2010      | Adrien Petit                      | Rudy Lesschaeve                   | Étienne Pieret                    |
| 2011      | Matvey Zubov                      | Sylvain Déchereux                 | Sylvain Blanquefort               |
| 2012      | Rudy Kowalski                     | Alo Jakin                         | Johann Rigoulay                   |
| 2013      | Yann Guyot                        | Rudy Barbier                      | Benoît Sinner                     |
| 2014      | Alexis Bodiot                     | Ronan Racault                     | Camille Thominet                  |
| 2015      | Bryan Alaphilippe                 | Jordan Levasseur                  | Yoän Vérardo                      |
| 2016      | Alexandre Paccalet                | Yoän Vérardo                      | Simon Sellier                     |
| 2017      | Žydrūnas Savickas                 | Aurélien Daniel                   | Fabio Do Rego                     |
| 2018      | Jimmy Raibaud                     | Mathieu Burgaudeau                | Kevin Geniets                     |
| 2019      | Mickaël Guichard                  | Jérémy Cabot                      | Alexandre Delettre                |
| 2020      | Thomas Acosta                     | Dany Maffeïs                      | Mickaël Larpe                     |
| 2021      | Sandy Dujardin                    | Jean Goubert                      | Thomas Acosta                     |
| 2022      | Kévin Boyer                       | Loïck Dussol                      | Fabien Schmidt                    |
| 2023      | aucun vainqueur                   | aucun vainqueur                   | aucun vainqueur                   |
| 2024      | Gauthier Navarro                  | Maxime Renault                    | Alan Moulin                       |
| 2025      | Mickaël Guichard                  | Antonin Boissière                 | Gauthier Navarro                  |